# Royal Shakespeare Company

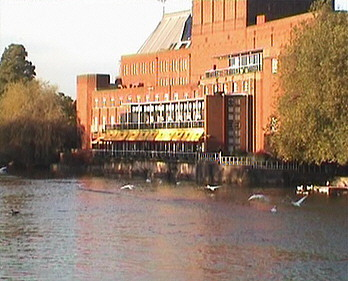
Royal Shakespeare Theatre en Stratford-upon-Avon.

La Royal Shakespeare Company (RSC) es una compañía de teatro británica, creada en 1961 por el director escénico Peter Hall con una sede principal en el Shakespeare Memorial Theatre, en Stratford-upon-Avon (el lugar de nacimiento de William Shakespeare) y otra secundaria en Londres, primero en el Aldwych Theatre y a partir de 1982 en el Barbican Centre. La RSC es la primera compañía de teatro inglesa subvencionada por el estado, la segunda es la del National Theatre creada en 1963. Actualmente y después de abandonar en 2002 el Barbican la RSC tiene su residencia en Stratford.

## Los comienzos en los años sesenta
Peter Hall ya llevaba trabajando desde 1957 en el Memorial Theatre, donde había montado obras de Shakespeare como Cimbelina, Coriolano o Noche de Reyes, cuando fue nombrado su director en 1960. A este nombramiento iba unida la creación de una compañía nacional, subvencionada con fondos públicos, con un repertorio de autores clásicos --especialmente Shakespeare-- y autores modernos, y con una compañía estable regida por criterios de excelencia y no de comercialidad. Esta nueva compañía se llamaría Royal Shakespeare Company y tendría una sede en el Memorial Theatre de Stratford, dedicada al drama clásico y una sede en Londres, en el Aldwych Theatre, dedicada principalmente al drama moderno. Peter Hall, Peter Brook y Michel Saint-Denis formaron un selecto triunvirato directivo, asumiendo Hall el cargo de director ejecutivo (Managing Director). En los dos primeros años se fueron uniendo como directores asociados John Barton, Trevor Nunn y Clifford Williams. John Bury fue encargado de la dirección del departamento de escenografía al que se sumaron Ralph Koltai, Sally Jacobs y Farrah. Con los actores del Memorial Theatre se creó la compañía a la que en esta primera etapa de los años 60 pertenecieron entre otros: Peggy Ashcroft, Ian Holm, Glenda Jackson, Peter McEnery, Eric Porter, Ian Richardson, Janet Suzman, Dorothy Tutin, David Warner. A esta compañía estable se unieron puntualmente actores como Paul Scofield, Diana Rigg, Patrick Magee. Montajes ya legendarios como Rey Lear (Shakespeare) (1962), dirigida por Brook con Scofield en Lear y Diana Rigg en Cordelia, La guerra de las rosas (un collage sobre textos de Shakespeare) (1963), dirigida por Hall y Barton, Marat/Sade (Peter Weiss) (1964), dirigida por Brook con Magee en Sade, Richardson en Marat y Glenda Jackson en Cordelia, The Homecoming (Harold Pinter) (1964) dirigida por Hall con Ian Holm y Vivien Merchant, Henry V (Shakespeare) (1965) dirigida por Hall con Ian Holm fundaron el prestigio nacional e internacional de la RSC.

## Los años setenta a noventa
En 1968 Hall cedió el puesto de director artístico de la RSC a Trevor Nunn, aunque siguió formando parte del equipo directivo. La era de Nunn en solitario que duró hasta 1978, fecha en que se le unió como codirector Terry Hands, fue una época de auge y esplendor en la que se abrieron dos salas experimentales --The Other Place en Stratford y The Warehouse en Londres-- y se unieron nuevos y jóvenes actores a la compañía como Ian McKellen, Judi Dench, Alan Howard, Nicol Williamson, Francesca Annis. Entre los espectáculos que se ofrecieron en los diversos escenarios de la RSC figuran los siguientes brillantes montajes de Shakespeare: Sueño de una noche de verano (1970) dirigida por Brook con Alan Howard en Oberon y Sara Kestelman en Titania, Coriolano (1973) dirigida por Nunn con Nicol Williamson de protagonista, Macbeth (1976) dirigida por Nunn con Judi Dench e Ian McKellen, Romeo y Julieta (1977) dirigida por Nunn con Francesca Annis y McKellen, Marco Antonio y Cleopatra (1978) dirigida por Brook con Glenda Jackson y Alan Howard. Durante la etapa de colaboración entre los directores Nunn y Hands --de 1978 a 1988-- se empezaron a sentir las restricciones presupuestarias impuestas por los gobiernos conservadores. Los teatros nacionales subvencionados como la RSC tuvieron que anteponer en su gestión los criterios comerciales y reducir sus programaciones. Montajes titánicos de 1980 como The Greeks, un collage de diez dramas griegos, que el director John Barton presentó en el Aldwych en tres sesiones consecutivas de tres horas de duración cada una o la dramatización de la novela de Dickens Nicholas Nickelby en un espectáculo de ocho horas de duración dirigido por Trevor Nunn y John Caird marcaban simultáneamente el fin de una era y el comienzo de un nuevo tiempo más efectista, más comercial.

En 1982 la RSC inauguró programáticamente su nuevo teatro en el Barbican Centre londinense. El escenario circular de The Pit, el segundo auditorio del centro dramático, se estrenó con Casa de muñecas (Ibsen) en un montaje del joven Adrian Noble con Cheryl Campbell en Nora. Ya entonces corrían rumores de que la RSC no iba a poder mantener la sede en Stratford al mismo tiempo que el costoso Barbican. Con estos temores bien fundados se inició lo que podría definirse como la segunda época de la RSC marcada por el empeño de captar nuevos públicos con adaptaciones de novelas como Les liaisons dangereuses (Laclos/Hampton) dirigida por Howard Davies en 1985 o el musical Los miserables (según Victor Hugo) dirigida por Nunn en el mismo año, y de mantener el repertorio de autores clásicos con Shakespeare a la cabeza. En 1986 se abrió en Stratford The Swan un segundo escenario al estilo de la época isabelina pensado sobre todo para montajes de los clásicos. Ese mismo año una campaña lanzada por el periódico Sunday Times y otros contra los teatros nacionales y sus directores contribuyó a empeorar la ya precaria situación de los teatros subvencionados que tenían que hacer frente a nuevos cortes en sus presupuestos. Trevor Nunn que se sintió cuestionado por esa campaña abandonó abruptamente la RSC en 1987 y Terry Hands asumió en solitario la dirección manteniendo el rumbo contra viento y marea alternando entre espectáculos taquilleros como los musicales --Kiss me Kate (1987) y Carrie (1988)-- y montajes magistrales como Electra (Sófocles) (1988) dirigido por Deborah Warner con Fiona Shaw de protagonista, Constructor Solness (Ibsen) (1989) dirigido por Adrian Noble con John Wood y Joanne Pearce o Rey Lear (Shakespeare) (1990) dirigido por Nicholas Hytner con John Wood.

## El repliegue a Straford
Bajo la dirección de Adrian Noble que tomó el relevo de Terry Hands en 1991 la RSC entró en una difícil década que desembocó en 2002 en el repliegue de la compañía a su lugar de origen Stratford y en la renuncia a la sede londinense tan valientemente conquistada. Las causas de esta retirada fueron esencialmente económicas y no la pérdida de público o de nivel artístico como demuestran los montajes shakespearianos como Henry IV(1991) con Robert Stephens en Falstaff y Rey Lear (1993) también con Stephens, Hamlet (1992) con Kenneth Branagh (las tres dirigidas por Noble), Marco Antonio y Cleopatra (2000) dirigido por Steven Pimlott con Alan Bates y Frances de la Tour. Sin embargo las drásticas medidas de estabilización financiera introducidas por Noble, la renuncia a la compañía estable y una falta general de rumbo artístico levantaron muchas críticas. Después de supervisar el traslado de la RSC a Stratford en 2002 donde ocupó el antiguo Royal Shakespeare Theatre y The Swan, Noble cedió al año siguiente el mando a Michael Boyd, hasta entonces uno de sus directores asociados.

Boyd inició en 2006 las obras para convertir el viejo edificio del Royal Shakespeare Theatre en una sede moderna y eficiente. Al mismo tiempo abrió el Courtyard Theatre como sede provisional de la compañía con un ambicioso programa de todas las obras de Shakespeare que bajo el título The Works se extendió a lo largo de 2006-2007. De acuerdo con la nueva política de flexibilidad, de movilidad, de eficiencia y de rigor económico, Boyd atrajo a actores y directores estrellas, promovió las giras nacionales e internacionales e intensificó las apariciones en Londres, en los escenarios del Barbican, The Roundhouse o del Aldwych. En 2010 se inauguraron el nuevo edificio del Royal Shakespeare Theatre y el renovado Swan Theatre a tiempo para celebrar el 50 aniversario de la Royal Shakespeare Company.
En 2014 es nombrado director artístico Gregory Doran, que pertenece a la compañía desde 1987 y ha sido director adjunto con Michael Boyd.

## Directores artísticos de la RSC
- Peter Hall (1960–1968)
- Trevor Nunn (1968–1978)
- Trevor Nunn y Terry Hands (1978–1986)
- Terry Hands (1986–1991)
- Adrian Noble (1991–2003)
- Michael Boyd (2003-2013)
- Gregory Doran (2014- )